# Die Tote im Moorwald
Die Tote im Moorwald ist ein deutscher Fernseh-Krimi aus dem Jahr 2011. Das ZDF strahlte den von Hans Horn inszenierten Film mit Maria Simon in der Hauptrolle erstmals am 12. November 2012 aus.

## Handlung
Die angehende Künstlerin Josefine verlässt, nachdem sie überraschend vom Tod ihrer Mutter erfahren hat, völlig überstürzt ihre Heimatstadt München. Ihr Ziel ist es, in einem kleinen bayerischen Dorf, das ihre Mutter kurze Zeit vor ihrer Geburt verlassen hatte, mehr über ihren bislang unbekannten Vater herauszufinden, der dort leben oder gelebt haben soll. Zugleich sucht Josefine durch die Reise auch mehr Abstand zu ihrem Freund, der sich entgegen seinen Versprechen bisher noch nicht von seiner Ehefrau getrennt hat. 
Im Dorf angekommen, findet sie Unterschlupf auf der halb verfallenen Molkerei von Willy Kamrad, einem älteren Herren, der dort alleine lebt. Das Alltagsleben in dem kleinen Ort, der unter anderem von Moorwäldern umgeben ist, wird bei Josefines Ankunft allerdings durch das plötzliche Verschwinden der 22-jährigen Jessica in Atem gehalten. Bereits drei Jahre zuvor war eine junge Frau namens Susanne spurlos verschwunden.
Josefine nähert sich während ihres Aufenthaltes dem alteingesessenen und merkwürdig wirkenden Kamrad an, denn sie hofft, durch ihn an Informationen über ihren Vater zu gelangen. Kamrad kann neben Fotografien auch nach und nach Dokumente finden, die auf die Identität ihres Vaters schließen lassen, der schon vor vielen Jahren bei einem Unfall verstorben ist. Ihre Nachforschungen im Ort lassen sie zunächst auf den heruntergekommenen Bauernhof von Angelika stoßen, die Josefine jedoch erst einmal nicht gern auf ihrem Gelände sieht und sie verjagt. Im Dorfladen, wo Josefine stets auch Neuigkeiten über die Suche der vermissten jungen Frau von der Verkäuferin bekommt, kommt es zu merkwürdigen Begegnungen mit Angelika. Bald stellt sich  heraus, dass Angelika die Mutter der vor drei Jahren verschwundenen Susanne ist und ihr Ehemann auch Josefines Vater war. Dieser hatte damals ein Verhältnis zu Josefines Mutter gehabt. Aufgrund ihrer Schwangerschaft wurde Josefines Mutter aus dem Betrieb, in dem sie zusammen mit Angelika gearbeitet hatte, entlassen. 
In der Nähe des sich immer merkwürdiger benehmenden Kamrad fühlt sich Josefine zunehmend unwohl. Sein Verhalten lässt in der jungen Frau den Verdacht aufkommen, Kamrad habe etwas mit dem Verschwinden der 22-jährigen Jessica zu tun. Josefine wendet sich daraufhin an die örtliche Polizei, die ihr jedoch im Bezug auf Kamrads Täterschaft keinen Glauben schenkt. Als die angehende Künstlerin gerade die Polizeidienststelle verlassen möchte, kommen einige Beamte mit der verschwundenen Jessica hinzu. Die Polizei konnte sie ausfindig machen, nachdem sie mit ihrem neuen Freund plötzlich verschwunden („durchgebrannt“) war.
Als Josefine zurück in die Molkerei kommt, wird sie zunächst von ihrem Freund Simon besucht. Simon beichtet ihr, er könne sich nicht von seiner Frau trennen, da diese unerwartet schwanger geworden sei. Die junge Frau beendet daraufhin die Beziehung. Nachdem Simon den Ort wieder verlassen hat, stürzt Josefine im Beisein Kamrads versehentlich und ist dabei für einige Zeit bewusstlos. Währenddessen sperrt Kamrad die Künstlerin in einem verschlossenen, aber wohnlich eingerichteten Keller ein. Als sie wieder zu sich kommt, entdeckt sie unter anderem lange Haare in einer Haarbürste und persönliche Gegenstände der vor drei Jahren verschwundenen Susanne, ihrer Halbschwester. Damit ist sie von der Täterschaft Kamrads überzeugt. Nachdem sie zu dem Schluss kommt, nicht so einfach aus dem verschlossenen Keller entfliehen zu können, täuscht Josefine bei einem Abendessen mit Kamrad große Harmonie vor und bittet diesen, sich für ein Porträt ausgezogen auf das Bett zu legen. Als Kamrad seine Augen schließt, entnimmt die junge Frau heimlich rasch den Schlüssel aus seiner Jackentasche und zündet mit einer Kerze das Bett und einige Vorhänge an. Die Situation ausnutzend gelingt es ihr, sich aus dem Keller zu befreien, doch Kamrad folgt ihr in den Moorwald, in den sie in ihrer Not rennt. Nach einer Verfolgungsjagd und einem Handgemenge tritt Kamrad in ein Moorfeld und versinkt dort vollständig. Während er einsinkt, erscheint Angelika plötzlich und hilft Josefine, wieder aus dem Moor zu finden. Mit frischer Kleidung versorgt, bringt sie sie am nächsten Tag zum Bus zurück nach München. Bei der Abfahrt überreicht Angelika ihr noch einige Briefe ihrer ermordeten Halbschwester Susanne, die diese an Josefine verfasst, aber nicht versandt hat. Darin berichtet sie von ihrem gemeinsamen Vater, den sie selber auch mit neun Jahren verloren hatte.

## Hintergrund
Der Film ist eine Produktion der Münchner Roxy Film. Die Dreharbeiten fanden vom 4. November 2010 bis 7. Dezember 2010 in München und Umgebung statt. Die Tote im Moorwald wurde beim Filmfest Hamburg 2011 uraufgeführt.

## Kritik
Während das Lexikon des internationalen Films nur urteilte: „Um atmosphärische Dichte bemühter (Fernseh-)Kriminalfilm.“, fand die Fernsehzeitschrift Prisma mehr lobenden Worte und schrieb: „Dank der guten Darsteller gelang Regisseur Hans Horn ein spannender und atmosphärisch dichter Thriller, der immer wieder mit überraschenden Wendungen aufzuwarten versteht. Zwar wirkt“. Etwas kritisch sah man Maria Simon, die „in der Rolle der angehenden Künstlerin manchmal ein wenig naiv [wirkte], doch dafür entschädigt das facettenreiche Spiel von Franz Xaver Kroetz […]. Er gibt den kauzigen Nachbarn mit einer solchen Leidenschaft, dass dem Zuschauer Angst und Bange werden kann. Klasse sind auch die Bilder von Kameramann Torsten Breuer“ Oliver Jungen von der Frankfurter Allgemeine Zeitung kritisierte den Regisseur, der seiner Meinung nach diesmal „alles dem Zufall“ überlassen hätte und „es [es] ist eindeutig zu viel Zufall: ‚Die Tote im Moorwald‘ wirkt derart brachial konstruiert, dass man es fast mit einer Persiflage zu tun zu haben glaubt. An den Haaren herbeigezogen ist schon die stumpf bebilderte Ausgangslage.“ und auch sonst „Nichts als Käuze, und alle haben ihr Geheimnis. Dazu gibt es viel Stöckchenknacken im Dunkeln und horrorfilmisches Gerenne durch den Wald.“ Lediglich zum Schluss „nimmt der Film dann zwar einiges an Fahrt auf, aber das auf Kosten der letzten Reste inhaltlicher Stringenz. Figuren wechseln schlagartig ihre Persönlichkeit, andere wissen plötzlich, was sie zuvor nicht wussten, und mit einem Gläschen Schnaps lässt sich in Sekunden ein Haus in Flammen setzen: ein einziger Effekte-Budenzauber.“ Rainer Tittelbach von Tittelbach.tv sah „in vielen Szenen kammerspielartige Züge. Zwei Personen in einem Raum – da wird jede Nuance bedeutsam. Die Geschichte türmt nicht übermäßig viel Plot auf – wichtiger sind die Zeichen, mit denen die Ängste der Hauptfigur geschürt werden. Die Handlung bleibt ganz bei ihr und es ist ihre Perspektive inklusive gelegentlicher Wahrnehmungsstörungen, die der Zuschauer einnimmt. Die Kamera zum Komplizen jener Urangst, von der der auch der Zuschauer ergriffen wird. Durch eine einzige, fast beiläufige Wendung wird die Heldin im letzten Drittel des Films dann plötzlich vom Drama wieder in den Thriller zurückgeschleudert. Der Zuschauer ist ganz bei ihr. Die Spannung steigt. Die Atmosphäre, miterzeugt von einer modernen, abwechslungsreichen Bildsprache, die jeden Effekten zu nutzen weiß, verdichtet sich. “